# Высший суд Мадраса
Высший суд Мадраса — высший суд индийского штата Тамилнад. Является одним из трёх высших судов Индии, созданных благодаря патентным грамотам, пожалованным Королевой Викторией и датированным 26 июня 1862 года. В качестве суда первой инстанции рассматривает дела в юрисдикции города Ченнаи и является апелляционной инстанцией для штата Тамилнад и союзной территории Пудучерри.
В состав суда входят 74 судьи и главный судья, которым вменяется в обязанность придерживаться общей политики, принятой в отправлении правосудия.

## История
Высшему суду Мадраса предшествовал Верховный суд Мадраса, располагавшийся в здании напротив железнодорожного вокзала с 1817 по 1982 год.
Заменивший его Высший суд также занимал это здание с 1862 по 1892 годы.
Нынешнее здание суда было официально открыто 12 июля 1892 года, когда тогдашний губернатор Мадраса, барон Венлок, передал ключи сэру Артуру Коллинзу, ставшему затем главным судьёй.
Три столицы президентств Британской Индии: Мадрас (Ченнаи), Бомбей (Мумбаи) и Калькутта получили дозволение на создание Высших судов патентными грамотами от 26 июня 1862. Грамоты были выданы королевой Викторией под влиянием Индийского закона о высших судах, изданного британским парламентом в 1861 году. Эти три судебные инстанции остаются уникальными в современной Индии, будучи созданными Британской королевской грамотой в отличие от других высших судов, которые были учреждены в рамках индийской Конституции. Тем не менее, Конституция Индии признаёт статус старых судов.
В Мадрасский высокий суд был образован путём слияния Верховного суда с юрисдикцией в Мадрасе и Sadr Diwani Adalat. Суд был обязан разрешать дела в соответствии с правосудием, справедливостью и доброй совестью. В число первых судьёй Высшего суда входили Холлоуэй, Иннес и Морган. Первый индийцем в должности судьи Высшего суда стал Т. Мутусвами Айер.
История Высшего суда Мадраса подразумевает, что решения британского судебного комитета Тайного совета по-прежнему являются обязательными, при условии, что основания резолютивной части решения не были аннулированы Верховным судом Индии.
Хотя название города было изменено с «Мадрас» на «Ченнаи» в 1996 году, суд как институт не последовал его примеру и сохранил название «Высший Суд Мадраса». Тем не менее, законопроект о переименовании Высший суд Мадраса в Высший суд Ченнаи был утверждён постановлением кабинета министров от 5 июля 2016 года, наряду с изменением названия Высшего суда Калькутты и Высшего суда Бомбея.
Законопроект о переименовании Высших судов был внесён в Лок Сабху 19 июля 2016 года.
Для принятия он должен быть одобрен обеими палатами парламента. Однако, Законодательное собрание Тамил-Наду единогласно приняло резолюцию, апеллируя к Центральному правительству о переименовании суда в Высший суд Тамил-Наду поскольку юрисдикция суда охватывает весь штат.

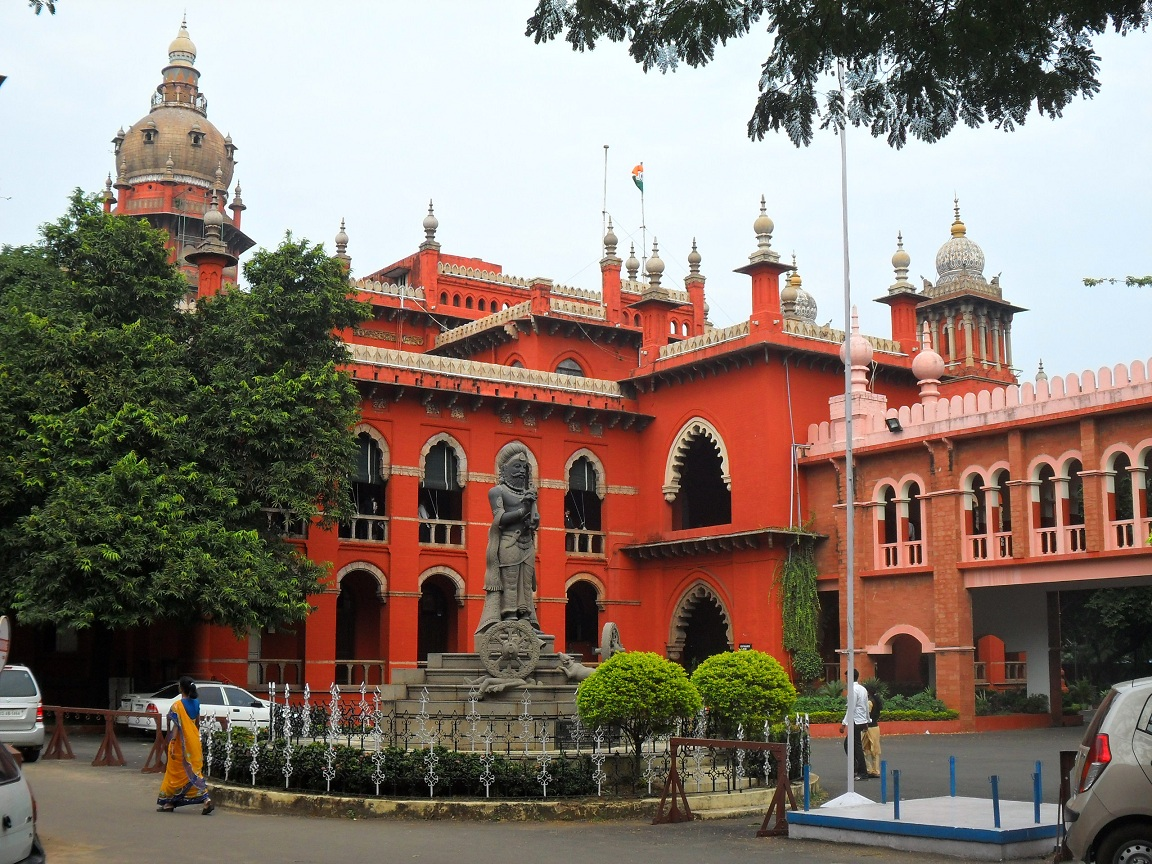
Высший суд Мадраса

## Комплекс зданий
Здание Высшего суда, изысканный пример индо-сарацинского стиля архитектуры, было построено в 1892 году по проекту Дж. У. Брассингтона под руководством знаменитого архитектора Генри Ирвина.
В результате обстрела Мадраса 22 сентября 1914 года в начале Первой мировой войны оно было повреждено и остаётся одним из немногих индийских зданий, которые пострадали в результате нападения Германии.
Границами комплекса зданий Высшего суда являются две улицы, а именно, Пракасам-роуд (ранее Бродвей) и Раджаджи-роуд (старая Норт-Бич-Роуд), протянувшиеся к северу от статуи Раджаджи на северо-востоке и памятника Т. Пракаамгару на юго-западе в пределах комплекса. Комплекс вмещает самое большое количество судов в Азии.

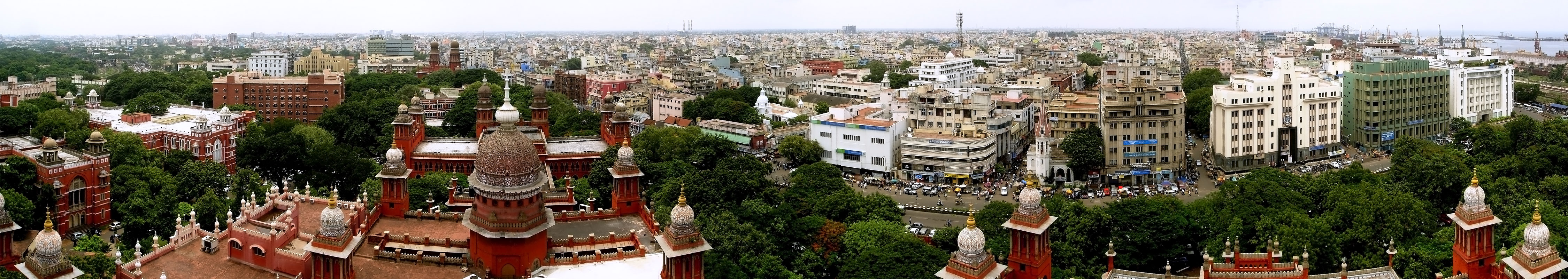
Панорамный вид на Высший суд и его окрестности